# Jubii
Jubii er den første danske søgemaskine. Internetportalen blev startet den 31. juli 1995 af Jakob Faarvang og senere overtaget af Cybernet-stifterne Martin Thorborg, Henrik Sørensen, Kasper Larsen og Andreas Jürgensen fra internetudbyderen Cybernet på Frederiksberg, og havde i begyndelsen henvisninger til 200 danske websteder. Med tiden voksede Jubii og blev grundlæggerfirmaets hovedaktivitet, mens Internet-udbyderdelen blev solgt fra. For at få tjenesten til at løbe bedre rundt økonomisk, blev der i februar 1996 indført bannerreklamer.
I november 2000 blev Jubii opkøbt af Lycos Europe.
Jubii blev 1. januar 2009 købt tilbage på danske hænder af administrerende direktør gennem de sidste 5½ år Peter Post Lundsgaard.
I december 2013, blev Jubii overtaget af Nordjyske Medier .
Jubii ophørte som selvstændig virksomhed i 2021.